# Bevestigingsvooroordeel
Een bevestigingsvooroordeel of confirmation bias is de neiging om aandacht en waarde te hechten aan informatie die de eigen ideeën, overtuigingen of hypotheses bevestigt. In het algemeen zijn mensen geneigd om informatie zodanig te zoeken, te interpreteren en te onthouden dat deze ondersteuning vormen voor hun persoonlijke ideeën, terwijl minder aandacht wordt besteed aan informatie die deze ideeën tegenspreekt. Een bevestigingsvooroordeel is het sterkst van invloed bij een verlangd resultaat, emotioneel beladen kwesties of een diepgeworteld geloof.
Een bevestigingsvooroordeel is een type cognitieve bias waar over het algemeen veel mensen gevoelig voor zijn. Een reeks psychologische onderzoeken uit de jaren 1960 heeft aangetoond dat mensen een voorkeur hebben om een zelfbedachte hypothese eerder te bevestigen dan te falsifiëren. In bepaalde situaties kan deze neiging leiden tot onjuiste conclusies. Verklaringen voor bevestigingsvooroordelen zijn onder meer wensdenken (wishful thinking) en het beperkte menselijke vermogen om informatie te verwerken.
Bevestigingsvooroordelen dragen bij aan versterking en overmoedigheid van persoonlijke opvattingen. Beslissingen op basis van deze vooroordelen komen voor in politieke, organisatorische, financiële en wetenschappelijke contexten. Een bevestigingsvooroordeel kan bijvoorbeeld leiden tot systematische fouten in wetenschappelijk onderzoek op basis van inductief redeneren (de geleidelijke accumulatie van ondersteunend bewijs). In sociale media wordt een confirmation bias versterkt door het ontstaan van een filterbubbel; gebruikers krijgen voornamelijk informatie te zien die aansluit bij hun politieke of maatschappelijke gezindheid op basis van eerder klikgedrag en zoekgeschiedenis (algoritme).